# Bercial de Zapardiel (kommun)
Bercial de Zapardiel är en kommun i Spanien.  Den ligger i provinsen Ávila i den autonoma regionen Kastilien och León i centrala delen av landet, 130 km nordväst om huvudstaden Madrid. Antalet invånare är 173 (2024).